# La Estrella (Kasztília-La Mancha)
La Estrella egy község Spanyolországban, Toledo tartományban. La Estrella Aldeanueva de Barbarroya, Aldeanueva de San Bartolomé, La Nava de Ricomalillo, El Campillo de la Jara, Villar del Pedroso és Navalmoralejo községekkel határos. Lakosainak száma 267 fő (2024).

## Népesség
A település népessége az utóbbi években az alábbiak szerint változott:
| Lakosok száma | 403  | 366  | 340  | 303  | 305  | 275  | 241  | 225  | 194  | 267  |
|               | 2001 | 2004 | 2007 | 2009 | 2012 | 2014 | 2017 | 2019 | 2022 | 2024 |